# Гарріс Дікінсон
Гарріс Дікінсон (англ. Harris Dickinson; нар. 24 червня 1996) — англійський актор і режисер. Став відомим завдяки головній ролі в драмі «Пляжні щури» (2017), за яку був номінований на премію «Незалежний дух» за найкращу чоловічу роль. Після того зіграв Джона Пола Гетті III у драматичному серіалі «Траст» (2018) телеканалу FX і знявся у фільмах «Чаклунка: Повелителька темряви» (2019), «Кінгс Мен» (2021), «Трикутник смутку» (2022) і «Там, де співають раки» (2022).

## Раннє життя
Народився в Лейтонстоуні, Східний Лондон і виріс у Хайгамс Парку. У сімнадцять років покинув школу, в якій намагався вивчати кіно і театр. Ледь не обрав кар'єру в Королівській морській піхоті, перш ніж його тренер в Академії RAW у Лондоні переконав його повернутися в театр.

## Акторська кар'єра

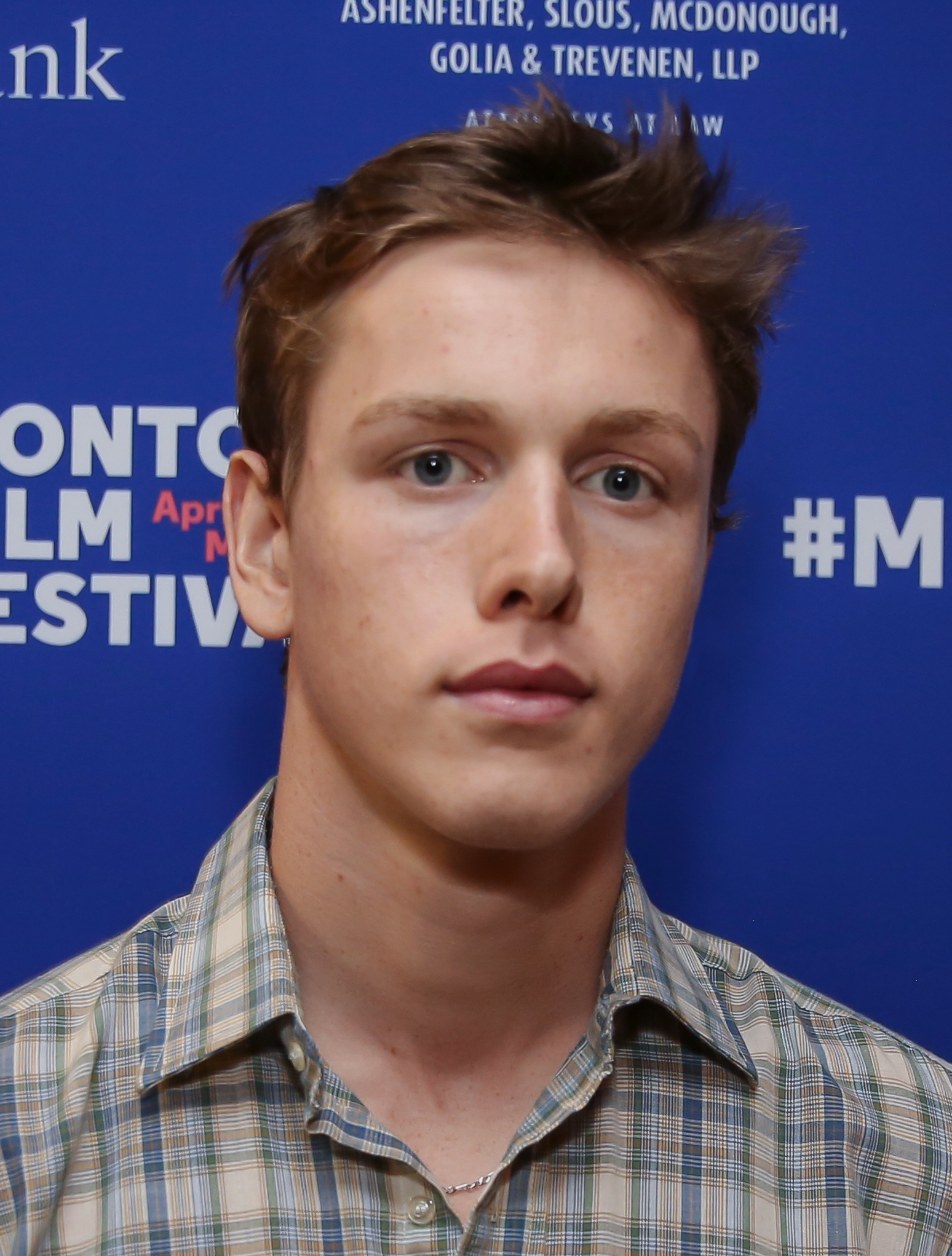
Дікінсон в 2017 році

У 2016 році отримав роль Френкі, молодого гомосексуала у фільмі Елізи Гіттман «Пляжні щури». За свою гру був номінований на премію «Незалежний дух» за найкращу чоловічу роль і премію «Готем» як проривний актор.
У 2018 році знявся в драматичному телесеріалі FX «Траст» в ролі Джона Пола Гетті III. У 2019 році озвучив персонажа на ім'я Гурджін в серіалі Netflix «Темний кристал: Доба опору».
У 2021 році зіграв роль Конрада Оксфорда у бойовику «Кінгс Мен». Ця рлбота принесла йому номінацію кінопремії BAFTA в категорії «Зірка, що сходить».
У 2022 році знявся в комедії «Трикутнику смутку» у ролі моделі у круїзі. Прем'єра фільму відбулася на Каннському кінофестивалі у 2022 році та здобула Золоту пальмову гілку. Рецензуючи фільм, Пітер Дебрюдж з Вараєті написав, що Дікінсон «привносить свого роду тендітну вразливість у тип хлопця з братства Аберкромбі». Того ж року знявся у фільмі «Там, де співають раки», екранізації однойменного роману Делії Оуенс, який вийшов у липні і мав касовий успіх.
У 2023 році Дікінсона залучили до головної ролі в міні-серіалі FX «Вбивство на краю світу».
У 2024 році виконав головну роль в еротичному трилері про садомазохістські сексуальні відносини «Хороша погана дівчинка».

## Фільмографія

### Художні фільми
| Рік  | Назва                          | Роль             | Примітки |
| ---- | ------------------------------ | ---------------- | -------- |
| 2017 | Пляжні щури                    | Френкі           |          |
| 2018 | Листівки з Лондона             | Джим             |          |
| 2018 | Темні уми                      | Ліам Стюарт      |          |
| 2019 | Кордони округу                 | Саймон           |          |
| 2019 | Матіас і Максим                | McAfee           |          |
| 2019 | Чаклунка: Повелителька темряви | Принц Філіп      |          |
| 2021 | Сувенір: частина II            | Піт              |          |
| 2021 | Кінгс Мен                      | Конрад           |          |
| 2022 | Трикутник смутку               | Карл             |          |
| 2022 | Там, де співають раки          | Чейз Ендрюс      |          |
| 2022 | Як вони біжать                 | Річард Аттенборо |          |
| 2022 | Не дивіться на Демона          | Бен              |          |
| 2023 | Задира                         | Джейсон          |          |
| 2023 | Залізний кіготь                | Девід фон Еріх   |          |
| 2024 | Хороша погана дівчинка         | Семюель          |          |
| 2024 | Бліц                           | Джек             |          |

### Телебачення
| рік  | Назва                      | Роль              | Примітки                     |
| ---- | -------------------------- | ----------------- | ---------------------------- |
| 2014 | Деякі дівчата              | Тонка             | 2 епізоди                    |
| 2016 | Додому                     | П. К. Белл        | Телевізійний фільм           |
| 2017 | Мовчазний свідок           | Аарон Логан       | Епізод: "Спогад" (2 частини) |
| 2017 | Кліка                      | Сем               | 4 епізоди                    |
| 2018 | Траст                      | Дж. Пол Гетті III | Головна роль                 |
| 2019 | Темний кристал: Доба опору | Гурджін           | Голос, 8 епізодів            |
| 2023 | Вбивство на краю світу     | Білл Фарра        | Головна роль                 |

## Нагороди та номінації
| рік  | Нагорода                                | Категорія                                  | Номінована робота | Результат | Джерела |
| ---- | --------------------------------------- | ------------------------------------------ | ----------------- | --------- | ------- |
| 2017 | Готем                                   | Акторський прорив                          | «Пляжні щури»     | Номінація | [ 16 ]  |
| 2017 | Незалежний дух                          | Найкраща головна роль                      | «Пляжні щури»     | Номінація | [ 17 ]  |
| 2018 | Премія Лондонського гуртка кінокритиків | Молодий британський/ірландський виконавець | «Пляжні щури»     | Перемога  | [ 18 ]  |
| 2020 | Премія британського незалежного кіно    | Кращий актор другого плану                 | «Кордони округу»  | Номінація | [ 19 ]  |
| 2022 | БАФТА                                   | Премія EE Rising Star                      | «Кордони округу»  | Номінація | [ 9 ]   |